# Championnat du Brésil de football de deuxième division
Pour les articles homonymes, voir Série B (homonymie).
Le championnat du Brésil de football de deuxième division, dénommé « Brasileirão Série B » (ou « Brasileirão Série B Betnacional » pour des raisons de parrainage avec Betnacional), est une compétition annuelle de football disputée entre les clubs brésiliens. Il constitue le deuxième niveau de la hiérarchie du football brésilien. 
Disputée pour la première fois en 1971, année de la création officielle du championnat du Brésil de football, la Série B a connu de nombreuses évolutions, tant dans son format, dans son nombre de participants que dans sa tenue ou non. Son format s'est cependant stabilisé depuis 2006. En effet, depuis cette date, la Série B regroupe, durant la deuxième moitié de l'année, 20 équipes professionnelles qui s'affrontent sur 38 journées en matches aller-retour. Au terme du championnat, les quatre premières équipes sont promues en Série A, tandis que les quatre dernières sont reléguées en Série C.

## Histoire

### Les germes d'une deuxième division (1968-1970)
De 1967 à 1970, le tournoi Roberto Gomes Pedrosa constituait le championnat national de football du Brésil. À partir de 1968, la fédération brésilienne organise en parallèle deux tournois régionaux, appelés Copa Centro-Sul et Copa Norte-Nordeste, dont les deux vainqueurs se rencontrent lors d'une finale. Seule la finale de 1968 put avoir lieu, la Copa Centro-Sul n'étant pas allée à son terme en 1969 et n'ayant pas été disputée en 1970. Ces compétitions n'ont toutefois jamais été reconnue par la CBF comme le championnat national de deuxième division, les vainqueurs n'entrent donc pas au palmarès de la Série B.

### Les premières éditions (1971-1972)
À la suite de la décision de la fédération brésilienne de créer un championnat officiel de football avec la Série A en 1971, une deuxième division est également fondée. Elle s'appuie sur les deux coupes régionales Centro-Sul et Norte-Nordeste. La compétition est ouverte à tous les États et se nomme officiellement Primeiro Campeonato Nacional de Clubes da Primeira Divisão. Le premier champion officiel de Série B est le Villa Nova de l'État de Minas Gerais en 1971. Néanmoins, il n'y a aucune promotion pour la Série A, car les critères d'accession à la première division ne sont pas définis. Le championnat connaît une deuxième édition en 1972, remportée par Sampaio Corrêa, qui n'est pas non plus promu en Série A. Puis la compétition est abandonnée l'année suivante.

## Palmarès
| Année | Champion                                      | Vice-champion                                 |
| ----- | --------------------------------------------- | --------------------------------------------- |
| 1971  | Villa Nova AC (1)                             | Clube do Remo                                 |
| 1972  | Sampaio Corrêa FC (1)                         | Campinense Clube                              |
| 1973  | Pas de championnat                            | Pas de championnat                            |
| 1974  | Pas de championnat                            | Pas de championnat                            |
| 1975  | Pas de championnat                            | Pas de championnat                            |
| 1976  | Pas de championnat                            | Pas de championnat                            |
| 1977  | Pas de championnat                            | Pas de championnat                            |
| 1978  | Pas de championnat                            | Pas de championnat                            |
| 1979  | Pas de championnat                            | Pas de championnat                            |
| 1980  | Londrina EC (1)                               | CSA                                           |
| 1981  | Guarani FC (1)                                | AA Anapolina                                  |
| 1982  | Campo Grande AC (1)                           | CSA                                           |
| 1983  | CA Juventus (1)                               | CSA                                           |
| 1984  | Uberlândia (1)                                | Clube do Remo                                 |
| 1985  | Tuna Luso (1)                                 | Goytacaz FC                                   |
| 1986  | Championnat sous forme d'un tournoi parallèle | Championnat sous forme d'un tournoi parallèle |
| 1987  | Pas de championnat                            | Pas de championnat                            |
| 1988  | Inter de Limeira (1)                          | Náutico Capibaribe                            |
| 1989  | CA Bragantino (1)                             | São José EC                                   |
| 1990  | Sport Recife (1)                              | Atlético Paranaense                           |
| 1991  | Paysandu SC (1)                               | Guarani FC                                    |
| 1992  | Paraná Clube (1)                              | EC Vitória                                    |
| 1993  | Pas de championnat                            | Pas de championnat                            |
| 1994  | Juventude EC (1)                              | Goiás EC                                      |
| 1995  | Atlético Paranaense (1)                       | Coritiba FC                                   |
| 1996  | União São João (1)                            | América de Natal                              |
| 1997  | América Mineiro (1)                           | Ponte Preta                                   |
| 1998  | SE Gama (1)                                   | Botafogo FR                                   |
| 1999  | Goiás EC (1)                                  | Santa Cruz FC                                 |
| 2000  | Pas de championnat                            | Pas de championnat                            |
| 2001  | Paysandu SC (2)                               | Figueirense FC                                |
| 2002  | Criciúma EC (1)                               | Fortaleza EC                                  |
| 2003  | SE Palmeiras (1)                              | Botafogo FR                                   |
| 2004  | Brasiliense FC (1)                            | Fortaleza FC                                  |
| 2005  | Grêmio Porto Alegre (1)                       | Santa Cruz FC                                 |
| 2006  | Atlético Mineiro (1)                          | Sport Recife                                  |
| 2007  | Coritiba FC (1)                               | Ipatinga FC                                   |
| 2008  | SC Corinthians (1)                            | EC Santo André                                |
| 2009  | Vasco da Gama (1)                             | Guarani FC                                    |
| 2010  | Coritiba FC (2)                               | Figueirense FC                                |
| 2011  | Portuguesa (1)                                | Náutico Capibaribe                            |
| 2012  | Goiás EC (2)                                  | Criciúma EC                                   |
| 2013  | SE Palmeiras (2)                              | Chapecoense                                   |
| 2014  | Joinville EC (1)                              | Ponte Preta                                   |
| 2015  | Botafogo FR (1)                               | Santa Cruz FC                                 |
| 2016  | Atlético Goianiense (1)                       | Avaí FC                                       |
| 2017  | América Mineiro (2)                           | SC Internacional                              |
| 2018  | Fortaleza EC (1)                              | CSA                                           |
| 2019  | CA Bragantino (2)                             | Sport Recife                                  |
| 2020  | Chapecoense (1)                               | América Mineiro                               |
| 2021  | Botafogo FR (2)                               | Goiás EC                                      |
| 2022  | Cruzeiro EC (1)                               | Grêmio Porto Alegre                           |
| 2023  | Vitória (1)                                   | Juventude                                     |
| 2024  | Santos (1)                                    | Mirassol                                      |
| 2025  |                                               |                                               |